# 持永只仁
持永只仁（1919年3月3日—1999年4月1日），中文名方明，日本动画片导演，祖籍日本佐贺县，日本东京人。曾在中国参与制作木偶片《皇帝梦》和动画片《瓮中捉鳖》。后于1985年接受邀请到北京电影学院为动画专业讲课，对后来的中国动画业界发展有一定的影响力。

## 生平
1919年3月3日持永只仁生于东京市神田錦町。1938年3月在日本美术学校应用美术科毕业后，他在东京女子美术工艺学校、東京宝塚劇場舞台课等地方工作。。1939年12月15日进入艺术映画社工作任职于漫画映画班负责动画制作。在瀬尾光世的指导下开发日本第一个多层式动画摄影台。
1945年持永只仁到达满洲国加入满洲映画协会。日本战败后他留在中国，协助10月1日成立的东北电影公司的筹办工作，1946年10月1日东北电影公司改称东北电影制片厂，他在那里协助制作电影。他担任中华人民共和国第一部木偶动画《皇帝梦》的动画设计和动画片《瓮中之鳖》的导演。后来他改中文名方明。
1950年3月17日，东北电影制片厂部分工作人员到上海电影制片厂，协助创办“美术片组”（也就是后来的上海美术电影制片厂）。这时候，他们开始制作木偶动画电影（定格动画），并培养电影制作人员。担任美术片组总技师的持永只仁，参与了《谢谢小花猫》、《小铁柱》、《小猫钓鱼》等动画片的制作。
1953年4月11日持永只仁等东北电影制片厂工作的日本技术人员回国。。
1955年，他进入稲村喜一创办「人形映画製作所」，为电通映画社协助制作教育电影。
1956年日本第一部木偶动画《瓜子姬和天之斜鬼》完成。田中喜次参与演出的这部作品受到电通映画社的提携。同一年，木偶动画《ちびくろさんぼのとらたいじ》在温哥华国际电影节儿童电影单元获得最高奖。
1960年随着稲村喜一的去世，「人形映画製作所」停止运作。1961年持永只仁与大村英之助、松本酉三等成立MOMプロダクション。1967年他离开MOMプロダクション。
1979年持永只仁再次到达中国，加入中国通信社。协助制作动画及培养动画制作专业人才。
1985年第一届广岛国际动画节，持永只仁是该动画节的主席。他带着一批上海美术电影制片厂的工作人员造访川本喜八郎，谈起中岛敦的《名人传》中的《不射之射》故事。并由此牵动上海美术电影制片厂制作动画《不射之射》。
1999年4月1日去世，享年80岁。

## 参与作品
- 「アリチャン」（芸術映画社、1941年）動画
- 「桃太郎的海鷲」（芸術映画社、1942年）技術構成
- 「フクちゃんの潜水艦」（朝日映画社、1944年）脚本
- 「瓜子姬和天之斜鬼」（電通映画社＝人形映画製作所、1956年）
- 「五只小猴子」（電通映画社＝人形映画製作所、1956年）監督
- 「ちびくろさんぼのとらたいじ」（電通映画社＝人形映画製作所、1956年）監督
- 「ビールむかしむかし」（電通映画＝人形芸術プロ、1956年）人形操作
- 「ふしぎな太鼓」（電通映画社＝人形映画製作所、1957年）監督
- 「こぶとり」（電通映画社＝人形映画製作所、1957年）監督
- 「ペンギン ルルとキキ」（電通映画社＝人形映画製作所、1958年）監督
- 「少年と子だぬき」（1992年）監督